# 1 (EP)
Pour les articles homonymes, voir 1.
1. 1

Albums de Suburban Kids with Biblical Names
#2
(2005)
#1 est le premier extended play (EP ou "maxi" en français) du groupe suédois de twee pop Suburban Kids with Biblical Names.

## Liste des chansons
| No | Titre                           | Durée |
| -- | ------------------------------- | ----- |
| 1. | Rent a Wreck                    | 2:59  |
| 2. | Love Will                       | 3:12  |
| 3. | Trumpets and Violins            | 2:54  |
| 4. | Do It All or Don't Do It at All | 2:27  |